# Dinopsyllus lypusus
Dinopsyllus lypusus är en loppart som beskrevs av Jordan et Rothschild 1913. Dinopsyllus lypusus ingår i släktet Dinopsyllus och familjen mullvadsloppor. Inga underarter finns listade i Catalogue of Life.